# Malthinus deceptor
Malthinus deceptor là một loài bọ cánh cứng trong họ Cantharidae. Loài này được Baudi miêu tả khoa học năm 1893.